# Eisenhammer Hasloch

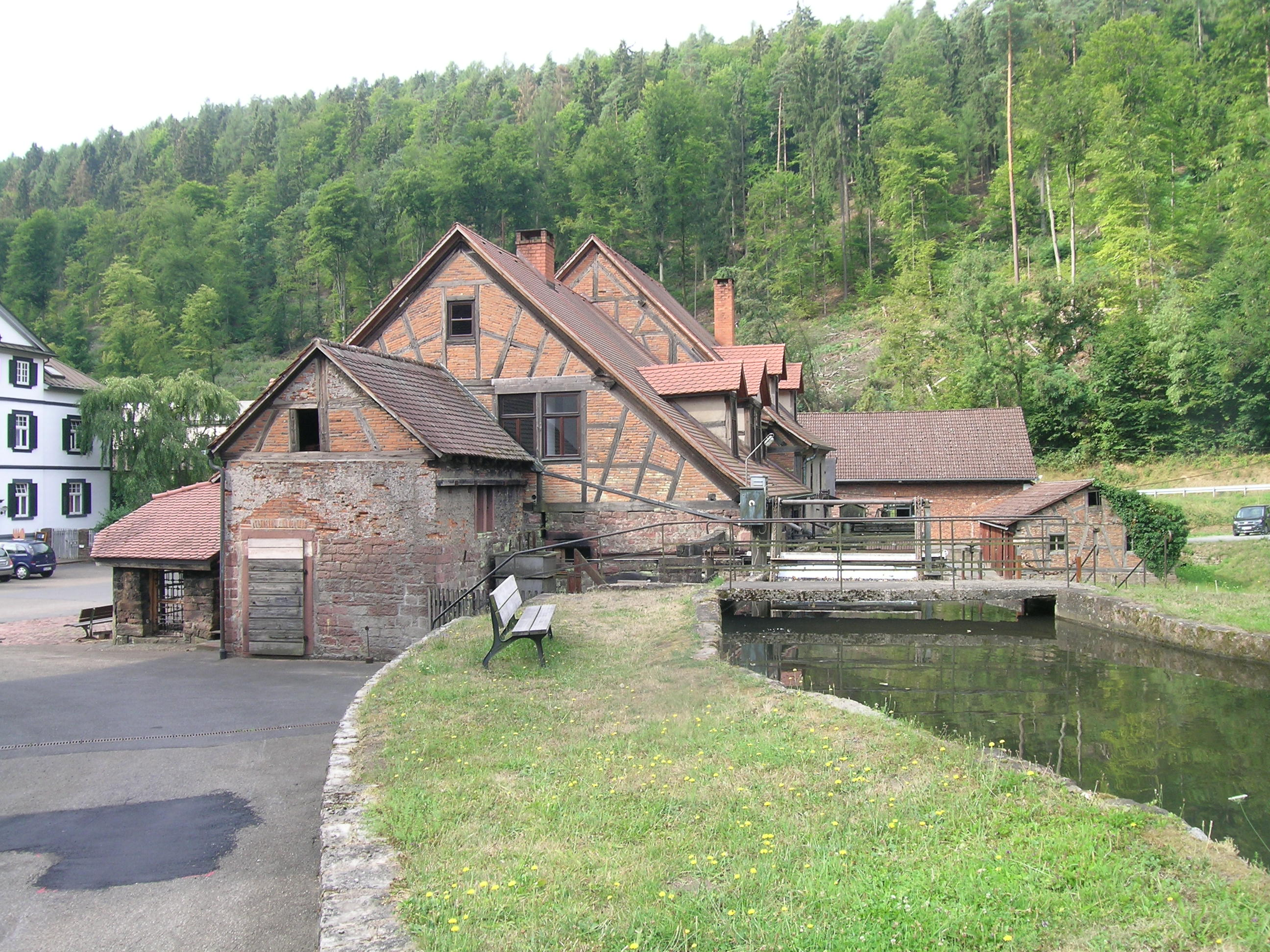
Eisenhammer Hasloch

Der Eisenhammer Hasloch ist ein historisches Hammerwerk im Weiler Eisenhammer bei Hasloch im bayerischen Spessart. Er wird durch den Haslochbach betrieben. Das Industriedenkmal besitzt zwei Fallhammer sowie ein Kastengebläse, welche durch Wasserkraft angetrieben werden.

## Geschichte

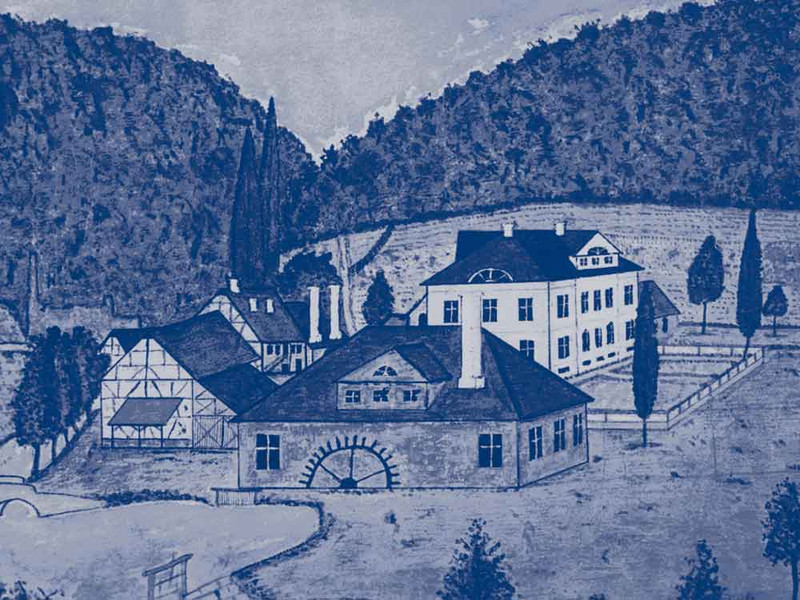
Der Eisenhammer 1852

Als Gründungstag wird der 24. März 1779 angesehen; an diesem Tag stellten die drei regierenden Grafen von Löwenstein-Wertheim den Brüdern Tobias und Johann-Heinrich Wenzel aus Neulautern einen Erbbestandsbrief zur Errichtung eines Eisenhammers aus. Daraufhin wurde etwa drei Kilometer nördlich von Hasloch ein Hammergebäude errichtet. Zur Wasserversorgung wurde ein Wassergraben angelegt, der Wasser aus dem welcher oberschlächtige Wasserräder antreibt. 
Von vormals vier Hämmern sind zwei erhalten geblieben; ein Aufwerfhammer und ein Schwanzhammer. Der Wellbaum des Hammerwerks ist ein Eichenstamm von etwa 9 m Länge und 80 bis 90 cm Durchmesser.  An den zwei weiteren an den gemeinsamen Wellbaum angeschlossenen Hämmern wurden früher Hacken und Hauen ausgeschmiedet.

## Beschreibung

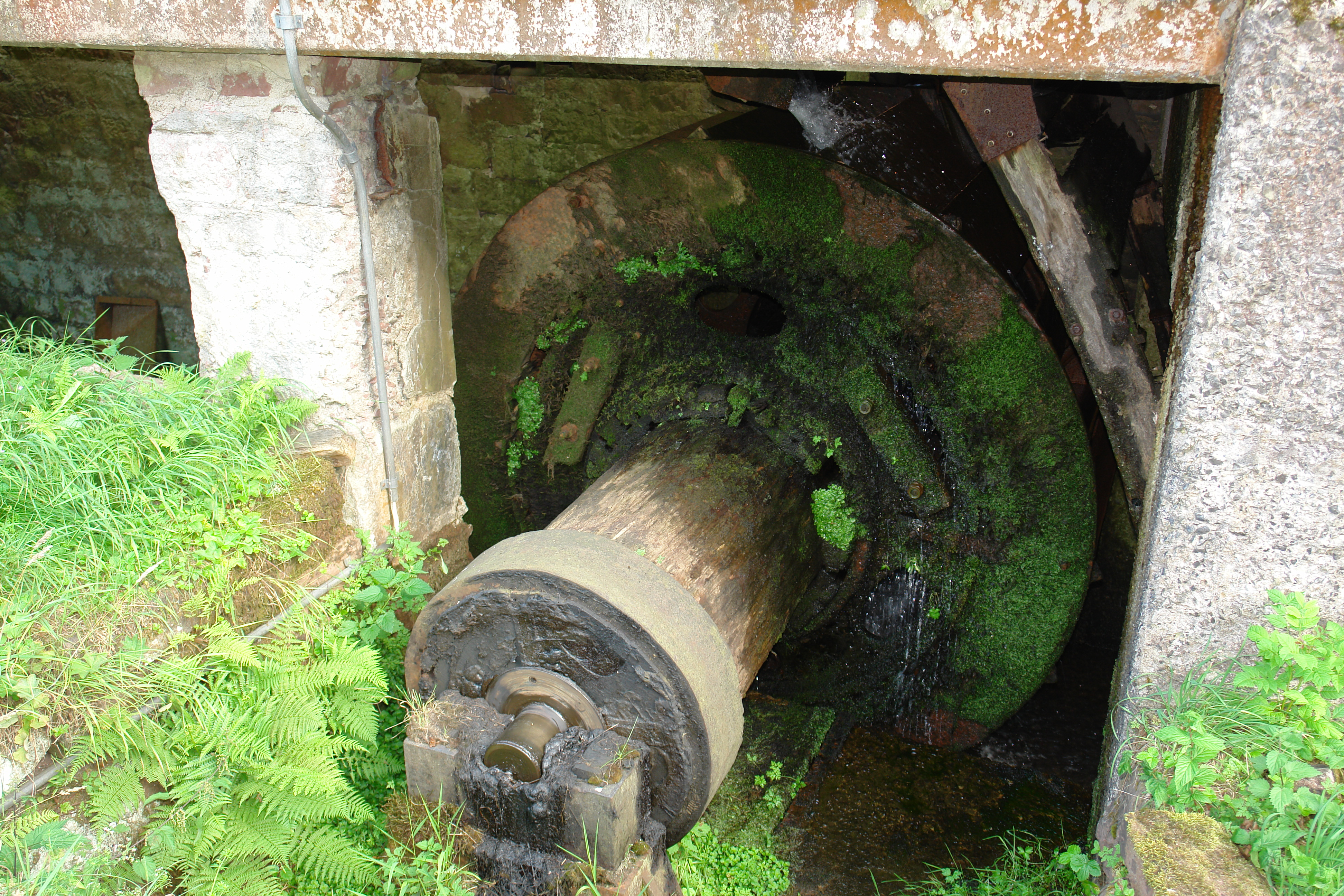
Wasserrad und Wellbaum des Eisenhammers

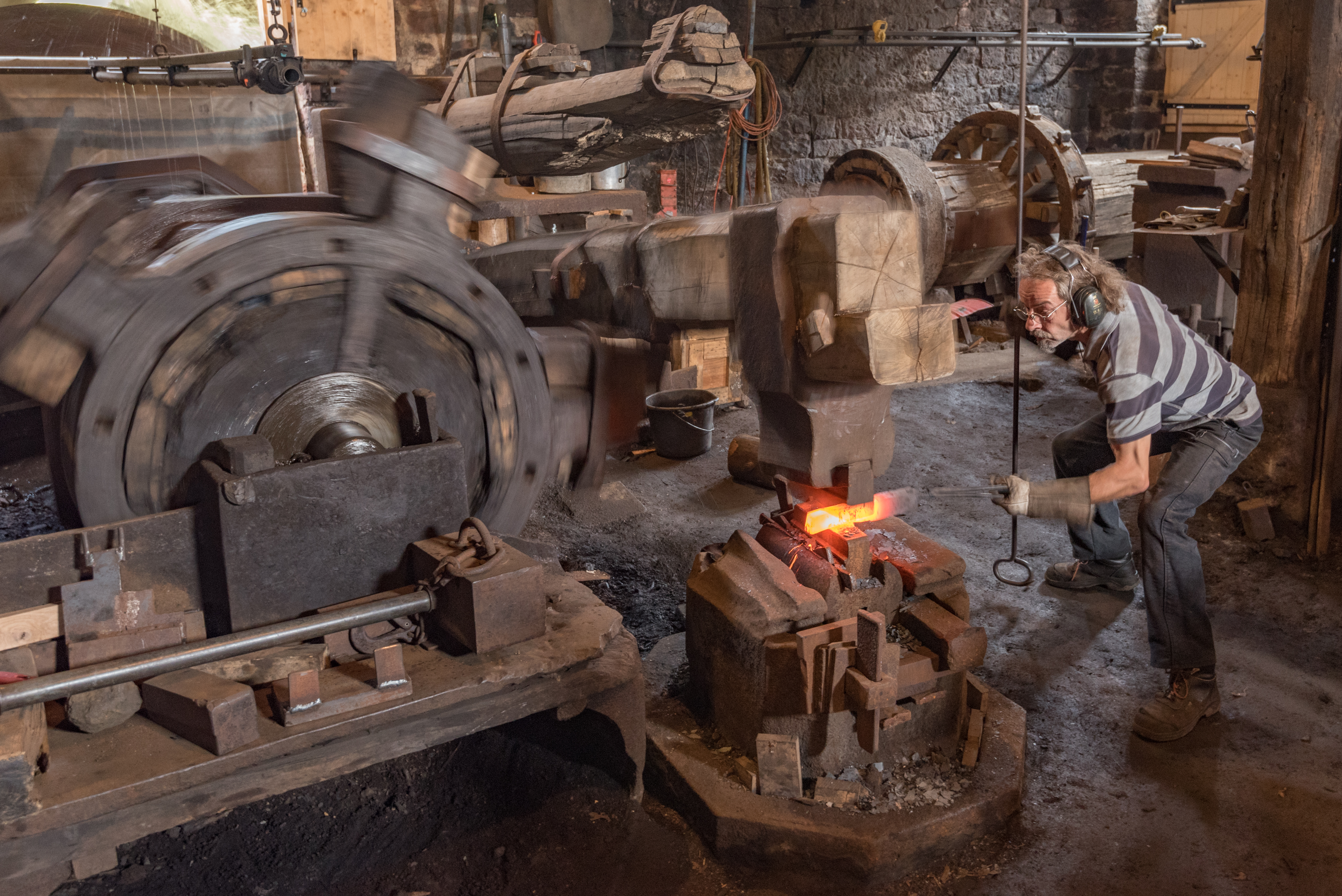
Schmiedevorgang am Aufwerfhammer

Mit den beiden voll funktionsfähigen Einrichtungen können verschiedenste Schmiedeteile produziert werden. Im Wesentlichen werden aber Klöppel für Kirchenglocken mit einer für eine Freiformschmiede unglaublichen Präzision von ± 2 mm hergestellt.
Bei dem Aufwerferhammer treibt das sich drehende Wasserrad über fünf auf dem Wellbaum befindliche Nocken den Hammerstiel nach oben. Nach Durchrutschen der Nocken fällt der Bär durch sein Eigengewicht von 170 kg herunter und verformt das auf dem Amboss liegende Eisen. Mit jeder Nocke wiederholt sich dieser Vorgang. Oberhalb des Hammerstiels befindet sich der sogenannte Preller, welcher ein zu weites Aufwerfen verhindert und durch seine Federwirkung den Schlag verstärkt.
Der Schwanzhammer ist ein kleinerer Hammer mit einem Bärgewicht von 135 kg. Bei diesem drücken die Nocken auf den Schwanz des Hammerstiels und heben dadurch den Hammerstiel. Der gusseiserne Kammring auf dem Wellbaum hat 14 eingekeilte Nocken, die eine schnelle Schlagfolge des Hammers  bewirken. Etwa 40.000 bis 50.000 Pflugschare wurden jährlich mit diesem Hammer ausgeschmiedet.

## Hammermuseum
Das 2014 in einem Trakt des Eisenhammers eröffnete Hammermuseum dokumentiert über 240 Jahre Firmen- und Industriegeschichte von den Anfängen des Eisenhammers mit seinen Schmiedeprodukten bis zum international agierenden Konzern Kurtz Ersa.